# Заєць Сергій Анатолійович
Зає́ць Сергі́й Анато́лійович (нар. 18 серпня 1969, Бердичів, Житомирська область, УРСР, СРСР) — український футболіст, захисник, півзахисник.
Зіграв 2 матчі за олімпійську збірну СРСР.
У єврокубках зіграв 22 гри, забив 2 голи.
Викликався на перший в історії матч збірної України 29 квітня 1992 року зі збірною Угорщини, але на поле не виходив.
Зараз живе у США.

## Статистика
| Сезон   | Клуб                 | Матчі | Голи |
| ------- | -------------------- | ----- | ---- |
| 1989    | СРСР Динамо (К)      | 22    | 4    |
| 1990    | СРСР Динамо (К)      | 17    | 1    |
| 1991    | СРСР Динамо (К)      | 25    | 3    |
| 1992    | Україна Динамо (К)   | 15    | 1    |
| 1992/93 | Україна Динамо (К)   | 11    | 1    |
| 1993/94 | Україна Нива         | 8     | 0    |
| 1994    | Росія Уралмаш (дуб.) | 4     | 0    |
| 1994    | Росія Уралмаш        | 2     | 0    |
| 1995    | Росія Уралмаш        | 15    | 0    |
| 1995    | Росія Уралмаш (дуб.) | 1     | 0    |

## Досягнення
- Чемпіон СРСР (1): 1990
- Володар Кубка СРСР: 1990
- Чемпіон України (1): 1993
- Володар Кубка України: 1993
- Чемпіон Європи (U-18): 1988
- Чемпіон Європи (U-21): 1990